# Piper PA-31T Cheyenne
Il PA-31T Cheyenne è l'evoluzione del Piper PA-31P Pressurized Navajo sviluppato dalla Piper Aircraft con l'implementazione di motori turboprop e accorgimenti aerodinamici.

## Sviluppo
All'origine, il PA-31T era una versione implementata del PA-31P Pressurized Navajo, attraverso motori turboelica PT6A-28 della Pratt & Whitney Canada.
In seguito, il Cheyenne ha subito ulteriori modifiche e miglioramenti attraverso migliorie aerodinamiche e un allungamento della fusoliera.
In seguito, lo sviluppo del Cheyenne ha portato al PA-42 Cheyenne III ed al PA-42 Cheyenne IV.

## Versioni
PA-31T Cheyenne
Versione iniziale con motori PT6A-28 da 462 kW.
PA-31T-1
Versione iniziale del PA-31T Cheyenne II con motori PT6A-II da 373 kW.
PA-31T Cheyenne II
Versione migliorata e rinominata con motori PT6A-28 da 462 kW.
PA-31T Cheyenne IIXL
Versione allungata con motori PT6A-135 da 559 kW.